# Sogn og Fjordane
Sogn og Fjordane er et tidligere fylke i Norge, der ved Regionsreformen i Norge, blev lagt sammen med Hordaland til det nye fylke, Vestland. Befolkningstallet var i 2002 107.280 indbyggere, svarende til 2,3 % af den totale befolkning. Arealet er på 18.619 km². Administrationen var placeret i Leikanger.
Det tidligere fylke bestod af tre hoveddele: Sogn, Sunnfjord og Nordfjord, hvoraf de to sidste udgør Fjordane. Der er tre byer i fylket: Førde, Florø og Måløy.
Sogn og Fjordane ligger omkring Sognefjorden, Dalsfjorden, Førdefjorden og Nordfjord.

## Historie
19. september 1763 blev Bergenhus Amt delt i Søndre (i dag Hordaland) og Nordre (i dag Sogn og Fjordane) Bergenhus Amt. De tidligere fogderier og provstier Indre og Ydre Sogn, Sunnfjord og Nordfjord udgjorde dermed Nordre Bergenhus Amt. Joachim de Knagenhjelm, den første amtmand, åbnede sit kontor i Kaupanger. Efter kun otte år blev Knagenhjelm forflyttet til Nordland, og embedssædet flyttet tilbage til Bergen. Det kunne lokalbefolkningen ikke se sig tjent med, og et læserbrev om sagen kom på tryk i 1833: "Da Amtmands-Embedet i Nordre Bergenhus nu igjen er ledigt, saa vilde det være ønskeligt, om Regeringen lod Aspiranterne vide, at Amtmanden ikke for Fremtiden kan vente, at der vorder seet gjennem Fingre med, at han bosætter sig udenfor sin Embedskreds i den flere Mile fra Amtets Grændse beliggende Bye Bergen."  Men først i 1840 blev kontoret flyttet tilbage til selve amtet; først til Lærdal, så til Leikanger i 1862; og der har det været siden. Også fylkets navn er et kompromis. Da de gamle amter blev omdøbt til fylker og fik nye navne i 1919, var betingelsen, at alle kun skulle have ét navn. Det klarede alle – bortset fra Sogn og Fjordane. (Nabofylket Møre og Romsdal hed i de første år kun Møre.) Staten ønskede navnet "Fjordafylke", men det ville indbyggerne ikke acceptere. For de fleste i Sogn og Fjordane betød det meget lidt at slås sammen med naboerne. Amtmanden sad alligevel i Bergen helt frem til 1840; og det var tungvindt at tage fra den ene egn til den anden. Handelsvejene forblev de samme. Folk holdt også på stedegne dialekter, dragtskikke og driftsmåder. Grænserne for de gamle fogderier afgjorde folks identitet, og folk kalder sig stadigvæk "sogninge", "sunnfjordinge" eller "nordfjordinge". Professor Amund Helland skrev om Bergenhus Nordre Amt i 1901, at "næppe nogensteds her til lands staar folketyperne saa skarpt mod hinanden som her". Han granskede indbyggerne i 15 norske amter, og delte folk ind efter hovedskallens form (frenologi). "Kortskallerne" boede for det meste langsmed kysten, "langskallerne" længre inde i landet. Men da professor Helland kom til Sognefjorden, var der et stort indslag af "langskaller", og i indre Sogn fandt han et "høist mærkeligt, kortskallet centrum".
Sogn og Fjordane og Hordaland fylker slås sammen til Vestlandet fylke i forbindelse med regeringen Solbergs region- og kommunereform. Dette blev vedtaget i Stortinget i juni 2017 og skal gælde fra 2020. Fylkeshovedstaden skal ligge i Leikanger, selv om Bergen er langt den største by.

## Kommuner
Sogn og Fjordane havde 26 kommuner:
| 1. Årdal 2. Askvoll 3. Aurland 4. Balestrand 5. Bremanger 6. Eid 7. Fjaler 8. Flora 9. Førde 10. Gaular 11. Gloppen 12. Gulen 13. Hornindal | 1. Høyanger 2. Hyllestad 3. Jølster 4. Lærdal 5. Leikanger 6. Luster 7. Naustdal 8. Selje 9. Sogndal 10. Solund 11. Stryn 12. Vågsøy 13. Vik |

## Dialekten
Begge er fra Nordfjordeid.